# Martin Wiercimok
Martin Wiercimok (* 16. März 1969) ist ein ehemaliger deutscher Fußballspieler.

## Werdegang
Der Mittelfeldspieler Martin Wiercimok begann seine Karriere beim FC Gütersloh und wechselte im Sommer 1989 zu Borussia Dortmund. Dort spielte er zumeist in der Amateurmannschaft in der seinerzeit drittklassigen Oberliga Westfalen. Am 30. September 1989 gab er sein Bundesligadebüt beim 1:0-Sieg der Borussia gegen den Hamburger SV. Wenige Wochen später folgte sein zweiter und letzter Bundesligaeinsatz bei der 1:3-Niederlage der Dortmunder beim VfB Stuttgart, bevor Wiercimok wieder zurück zu den Amateuren musste. In der Saison 1992/93 kehrte Wiercimok zum FC Gütersloh zurück, bevor er sich dem TuS Paderborn-Neuhaus anschloss. Mit den Paderbornern wurde er 1994 Meister der Oberliga Westfalen, scheiterte aber in der Aufstiegsrunde zur 2. Bundesliga an Fortuna Düsseldorf. Wiercimok spielte mit Paderborn noch zwei Jahre in der neu geschaffenen Regionalliga West/Südwest, bevor er seine Karriere beim Dortmunder Amateurverein VfR Sölde ausklingen ließ.